# Sĩ Nhân
Sĩ Nhân (chữ Hán: 士仁; bính âm: Si Ren; không rõ năm sinh, năm mất, quê ở Bắc Kinh) là một viên tướng phục vụ dưới trướng của lãnh chúa Lưu Bị của nhà Thục Hán ở thời kỳ Tam Quốc trong lịch sử Trung Quốc. Do bất mãn với Quan Vũ nên khi quân Đông Ngô đánh chiếm Kinh Châu, Sĩ Nhân cùng My Phương hàng Ngô.

## Trong tiểu thuyết
Trong tiểu thuyết Tam Quốc Diễn nghĩa của nhà văn La Quán Trung hư cấu sai tên Sĩ Nhân thành Phó Sĩ Nhân (chữ Hán: 傅士仁; bính âm: Fu Shiren).

### Đầu hàng quân Ngô
Khi nhân vật Quan Vũ đánh quân Tào đã sai nhân vật Phó Sĩ Nhân, My Phương làm tiên phong dẫn một đạo quân ra ngoài thành cắm trại trước. Còn Vũ thì ở trong thành, mở tiệc yến thết đãi Phí Thi. Phó Sĩ Nhân và My Phương bất cẩn nên gây ra hỏa hoạn.
Nhân vật Vân Trường vào thành, đòi Phó Sĩ Nhân, My Phương vào trách mắng và đòi chém, nhờ có Phí Thi can nên tha, Bèn sai quân lôi hai người ra, đánh mỗi người bốn mươi trượng, rồi lột lấy ấn thụ tiên phong, bắt My Phương giữ ở Nam Quận, Phó Sĩ Nhân giữ ở Công An. Sau đó Quan Vũ đánh lên phía bắc. My Phương, Phó Sĩ Nhân giữ hai cửa ải.
Nhân vật Tôn Quyền sau khi đã chiếm Kinh Châu còn lo Phó Sĩ Nhân ở Công An, My Phương ở Nam Quận, làm thế nào lấy được nốt hai nơi ấy, liên sai Ngu Phiên vốn thuở nhỏ chơi rất thân với Sĩ Nhân dẫn năm trăm quân đến Công An thuyết phục Phó Sĩ Nhân đầu hàng. Phó Sĩ Nhân từ khi nghe tin Kinh Châu đã mất, sai đóng chắc cửa thành lại để giữ, Ngu Phiên đến gửi thư cho, Phó Sĩ Nhân mở thư ra xem, thì là thư chiêu hàng. Nghĩ đến sự tình khi trước Quan Công đánh đập mắng mỏ, mới quyết ý ra hàng. Phó Sĩ Nhân mang ngay ấn thụ theo Ngu Phiên lại Kinh Châu xin hàng.
Nhân vật Tôn Quyền cho Sĩ Nhân trấn giữ Công An. Tôn Quyền sau đó bảo Phó Sĩ Nhân dẫn hơn một nghìn tên kỵ mã đến dụ My Phương hàng. My Phương nghe tin Kinh Châu đã mất, đang không biết nghĩ ra sao, chợt có tin Phó Sĩ Nhân đến, sau khi bị Phó Sĩ Nhân thuyết phục, My Phương cũng đầu hàng. Ông con chém luôn sứ giả. Rồi đầu hàng. Sự việc này dẫn đến việc nhân vật Quan Vũ mất hỗ trợ và sau đó thất thế rồi bị bắt.

### Quay lại Thục và bị giết
Sau đó nhân vật Lưu Bị xuất quan trả thù, thế đánh như chẻ tre, nhân vật Mã Trung của Đông Ngô đem nhân vật Phó Sĩ Nhân, My Phương ra đóng đồn tại bến sông. My Phương bàn với Phó Sĩ Nhân rằng Thục chủ chỉ còn giận có Mã Trung, chúng ta nên giết đem đầu đến dâng Lưu Bị xin lại chịu tội. Nhân vật Phó Sĩ Nhân nói: Không nên đi, đi tất chết!. 
Nhân vật My Phương nói: Thục chủ là người nhân đức, vả lại A Đẩu thái tử là cháu ngoại ta, hắn nghĩ đến tình thân thích, tất không nỡ hại. Hai người bàn định đâu đấy, sắm sửa ngựa trước, lúc canh ba, vào trướng đâm chết Mã Trung, cắt lấy đầu, rồi dẫn vài mươi tên kỵ mã, đi tắt sang Hào Đình. Nhưng Lưu Bị không tha, sai nhân vật Quan Hưng đem My Phương, Phó Sĩ Nhân lột sạch quần áo, bắt ngồi quỳ trước linh vị, rồi cầm dao xẻo từng miếng thịt để tế nhân vật Quan Vũ. (Đây đều là hư cấu, hoàn toàn không có thật).